# Sindanglaya (Sukamantri)
Sindanglaya is een bestuurslaag in het regentschap Ciamis van de provincie West-Java, Indonesië. Sindanglaya telt 4069 inwoners (volkstelling 2010).